# Margaret Mazzantini
Margaret Mazzantini (Dublin, 1961. október 27. –) olasz-ír író és színésznő. Film-, televíziós és színpadi színész lett, de leginkább íróként ismert. 1980-ban kezdte színészi karrierjét az Antropophagus című kultikus horrorklasszikus főszereplőjeként, emellett televíziós és színházi szerepeket is játszott. Sikeres íróként regényei közé tartozik a Non ti muovere (Ne mozdulj!), amelyből a névadó film is készült, férje, Sergio Castellitto rendezésében, Penélope Cruz főszereplésével. Írói és színészi karrierje számos díjat és jelölést hozott számára, többek között Campiello-díjat, Golden Ticket-díjat és Goya-díjat.

## Fiatalkora
Mazzantini az írországi Dublinban született Carlo Mazzantini olasz író és Anne Donnelly ír művész gyermekeként. Három nővére van (egyikük Giselda Volodi). Gyermekkorát Európában, Spanyolországban és Tangerben töltötte, amíg a család Tivoliban nem telepedett le. 1982-ben diplomázott a római színművészeti akadémián.

## Magánélete
1987-ben ment férjhez Sergio Castellittóhoz. Négy gyermekük van: Pietro (1992), Maria (1997), Anna (2001) és Cesare (2006). Rómában él.
2003-ban a köztársasági elnök kezdeményezésére megkapta az Olasz Köztársasági Érdemrend lovagja (Cavaliers) címet.

## Filmjei
| Film      | Film                                         | Film                          | Film                                               |
| Év        | Cím                                          | Szerep                        | Megjegyzés                                         |
| --------- | -------------------------------------------- | ----------------------------- | -------------------------------------------------- |
| 1980      | Antropophagus                                | Henriette 'Rita'              | Margaret Donnelly néven                            |
| 1982      | La Voce                                      | Oge                           | English: The Voice                                 |
| 1988      | Nulla ci può fermare                         | Margherita                    |                                                    |
| 1988      | Cuore di mamma                               | Valeria                       |                                                    |
| 1989      | L'assassina                                  | Maria                         |                                                    |
| 1990      | Una fredda mattina di maggio                 | Lia                           |                                                    |
| 1994      | Quando le montagne finiscono                 | Anna                          |                                                    |
| 1996      | Festival                                     | Carla Melis                   |                                                    |
| 1996      | Il barbiere di Rio                           | Silvia                        |                                                    |
| 1997      | Il cielo è sempre più blu (Kék égbolt)       |                               |                                                    |
| 1999      | Libero Burro                                 | Caterina Clavarino            |                                                    |
| 2004      | Non ti muovere (Ne menj el!)                 | Ultima donna di questa storia | Uncredited; also writer, English: Don't Move       |
| 2017      | Fortunata                                    |                               |                                                    |
| 2021      | Il materiale emotivo (Könyvesbolt Párizsban) |                               |                                                    |
| Televízió |                                              |                               |                                                    |
| Év        | Cím                                          | Szerep                        | Megjegyzés                                         |
| 1984      | Un caso d'incoscienza                        | Helga                         | Television film                                    |
| 1984      | Un delitto                                   | Evangalina                    | TV-film                                            |
| 1987      | Il commissario corso                         |                               | Mini-sorozat; epizód: Senza Prove                  |
| 1988      | Lucas läβt grüβen                            | Maria Jakobi                  | TV-film                                            |
| 1988      | Chéri                                        |                               | TV-film                                            |
| 1990      | Una fredda mattina di maggio                 | Lia                           | TV-film                                            |
| 1991      | Un cane sciolto 2                            | Giudice Cardinali             | TV-film                                            |
| 1991      | Duel of Hearts                               | Zara                          | TV-film                                            |
| 1991      | Le flic de Moscou                            | Virginie                      | 2 epizód: Meurtre au monastère, Crime sous hypnose |

## Színház
- 1982: Ifigenia di Goethe
- 1983-1983: Venezia salvata di T.
- 1984-1985: La tre sorelle di Cechov (Csehov Három nővére)
- 1984-1985: L'onesto Jago di C.
- 1984-1985: L'Alcade di Zalamea di Calderon de la Barca (Calderon de la Barca Zalamea kormányzója)
- 1985-1986: La Signora Giulia di Strindberg
- 1986: Antigone di Sofocle
- 1987: Faust di Goethe
- 1987: Mon Faust di Paul Valéry
- 1988: Bambino di Susan Sontag (Susan Sontag gyermeke)
- 1989: Praga Magica-Valeria (Varázslatos Prága-Valeria)
- 1992-1993: A piedi nudi nel parco (Mezítláb a parkban)
- 1994: Colpi bassi (Mélyütések)

## Művei
- Il Catino Di Zinco, Venezia : Marsilio Editori, 1994. ISBN 88-317-5897-7
- Manola, Milano : Mondadori, 1998. ISBN 88-04-41016-7
- Non ti muovere, Milano : Mondadori, 2001. ISBN 88-04-48947-2
  - a Non ti muovere (Ne menj el!(wd)) című filmként adaptálva, Sergio Castellitto(wd) rendezésében, 2004
- Zorro. Un eremita sul marciapiede, Milano : Mondadori, 2004. ISBN 88-04-53516-4
- Venuto al mondo, Mondadori, Milano 2008. ISBN 88-04-57370-8
  - a Venuto al mondo (Világra jőve) című filmként adaptálva, Sergio Castellitto(wd) rendezésében, 2012-ben
- Nessuno si salva da solo, Milano : Mondadori, 2011, ISBN 978-88-046-0865-3
- Mare al mattino, Turino: Einaudi, 2011 ISBN 978-88-062-1113-4
- Splendore, Milano, Mondadori, 2013. ISBN 978-88-04-63808-7

### Magyarul megjelent
- Ne mozdulj! (Non ti muovere) – Cartaphilus, Budapest, 2001 · ISBN 9789632667454 · Fordította: Török Tamara
- Újjászületés (Venuto al mondo) – Cartaphilus, Budapest, 2023 · ISBN 9789632667393 · Fordította: Todero Anna

## Díjak és jelölések
- 1984: UBU Award - Legjobb fiatal színésznő
- 1985: Golden Mask IDI
- 1994: Golden Ticket Award
- 1994: Rapallo Carige Prize
- 1994: Campiello Prize Válogatás
- 2002: Rapallo Carige Prize
- 2002: Premio Strega
- 2002: Grinzane Cavour Prize
- 2002: Bari Award
- 2004: Boccaccio Prize
- 2005: Silver Ribbon - Legjobb forgatókönyv (a Don't Move(wd) című filmért, megosztva Sergio Castellitto-val(wd))
- 2009: Campiello Prize - a Come to the World című filmért
- 2004: Jelölés - David Award - Legjobb forgatókönyv (for Don't Move)
- 2005: Jelölés - CEC Award - Legjobb forgatókönyv, adaptáció (for Don't Move)
- 2005: Jelölés - Goya Award - Legjobb adaptált forgatókönyv (for Don't Move)

## Fordítás
- Ez a szócikk részben vagy egészben  a   Margaret Mazzantini című angol Wikipédia-szócikk fordításán alapul.  Az eredeti cikk szerkesztőit annak laptörténete sorolja fel. Ez a jelzés csupán a megfogalmazás eredetét és a szerzői jogokat jelzi, nem szolgál a cikkben szereplő információk forrásmegjelöléseként.